# Gare routière de Košice

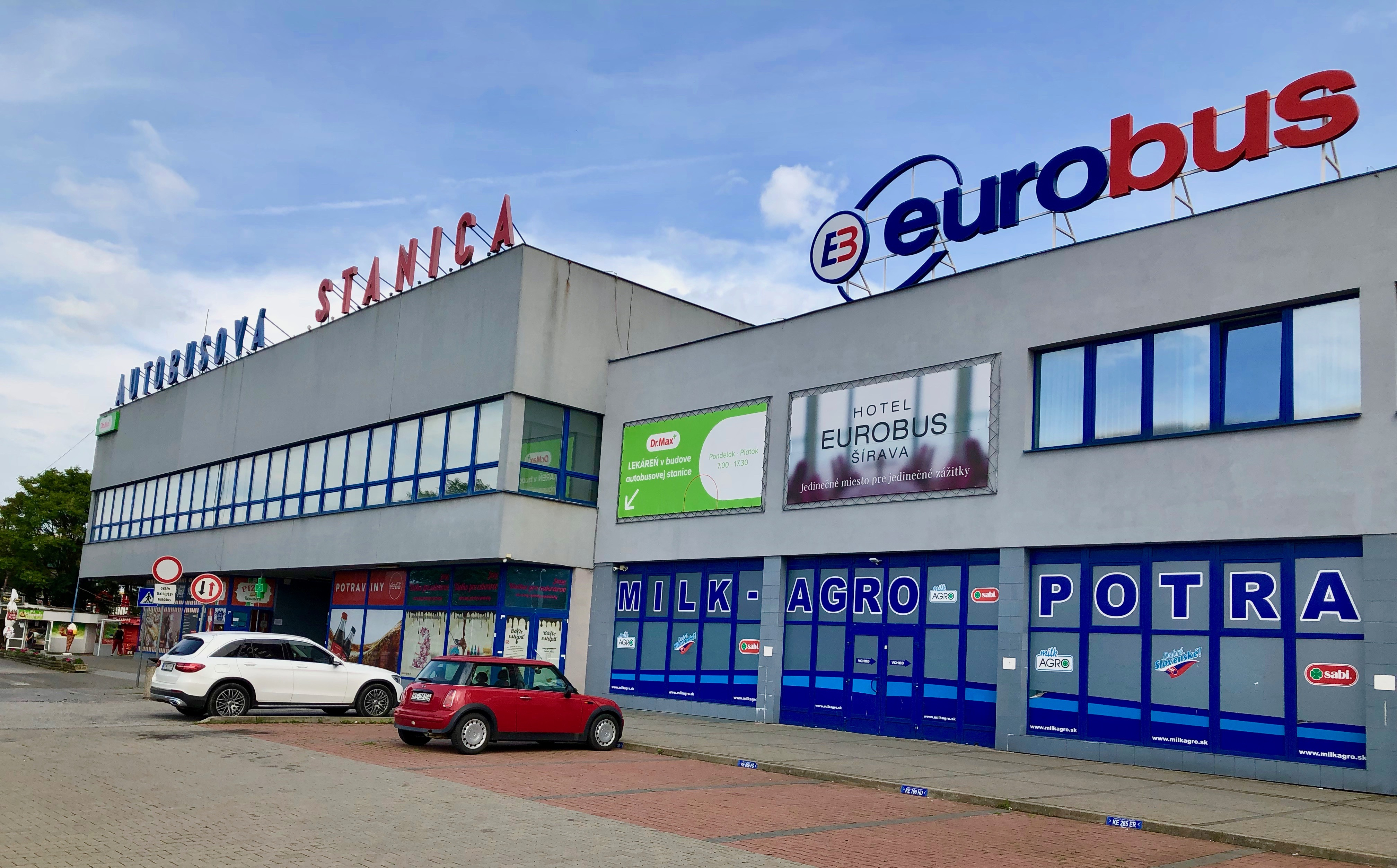
Košice Bus Station

La Gare routière de Košice se situe à proximité immédiate de la  gare ferroviaire. Elle dessert, outre certains villes de Slovaquie et villages aux alentours, une série de destinations internationales, principalement vers l'Europe de l'ouest (Allemagne, France, Benelux, Grande-Bretagne). Il y a également une ligne quotidienne pour Užgorod en Ukraine.
Pour les correspondances locales voir : Gare de Košice.

## Exploitant
eurobus, a.s.